# Kompleksni logaritem
Kompleksni logaritem je v kompleksni analizi obratna funkcija kompleksne eksponentne funkcije, podobno kot je naravni logaritem {\displaystyle \ln x\,} obrat realne eksponentne funkcije {\displaystyle e^{x}\,}. Tako je logaritem kompleksnega števila {\displaystyle z\,} takšno kompleksno število {\displaystyle w\,}, da velja:
{\displaystyle e^{w}=z\!\,.}
Označba za takšno število {\displaystyle w\,} je {\displaystyle \ln z\,} ali {\displaystyle \log z\,}. Ker ima vsako neničelno kompleksno število {\displaystyle z\,} neskončno mnogo logaritmov, je treba biti pozoren pri točnih označbah.
Če za polarno obliko velja:
{\displaystyle z=re^{i\theta },\qquad (r>0)\!\,,}
potem je:
{\displaystyle w=\ln r+i\theta \!\,}
en logaritem števila {\displaystyle z\,}. Celoštevilski mnogokratniki {\displaystyle 2\pi \,} dajo vse druge logaritme.